# Бахшиян, Борис Цолакович
Борис Цолакович Бахшиян (23 августа 1944 — 2 августа 2011) — советский российский ученый, преподаватель высшей школы, советский спортсмен (шашки). Доктор физико-математических наук (2001), мастер спорта СССР по шашкам. Ведущий научный сотрудник Института космических исследований РАН. Внес «значительный вклад в решения задач оценивания параметров траектории космических аппаратов, оценивания надежности результатов функционирования информационно-измерительных систем и задач планирования экспериментов»

## Биография
Сын конструктора Ц. А. Бахшияна.
В 1965 году выиграл чемпионат Всесоюзного ДСО «Труд». После перехода в научную деятельность почти прекратил спортивную.
Окончил с отличием механико-математический факультет МГУ, защитил кандидатскую и докторскую диссертации. Ученик П. Е. Эльясберга, написал совместно с учителем ряд научных трудов (см. библиографию).
С 1970 года — в Институте космических исследований. Преподавал в Московском авиационном институте, профессор факультета «Прикладная математика и физика».
Скончался 2 августа 2011 года после тяжёлой болезни.